# Gudžioniai

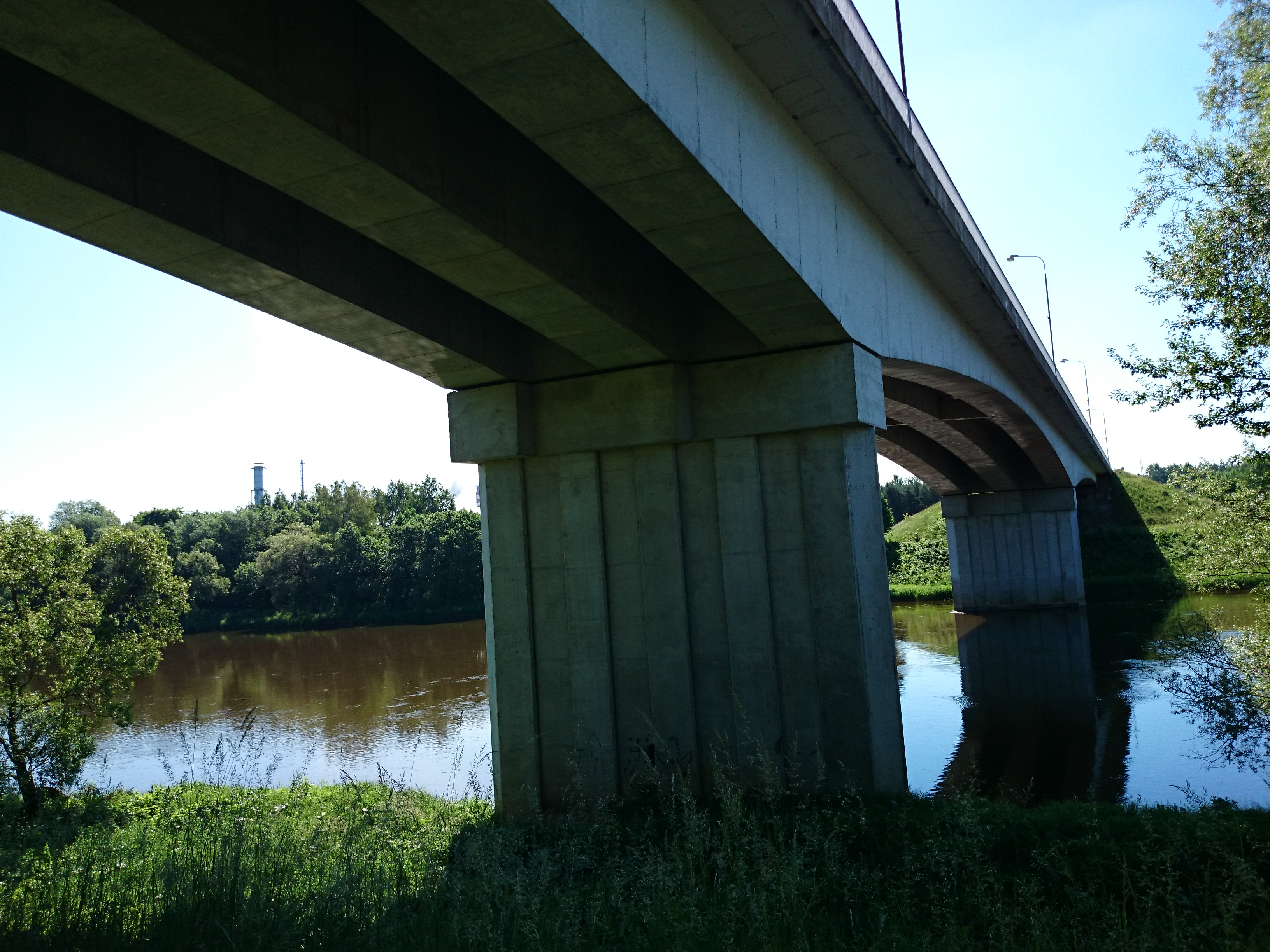
Taurosta-Brücke

Gudžioniai ist ein Dorf mit 39 Einwohnern (Stand 2011) in Litauen. Es liegt im Amtsbezirk Šilai, in der Rajongemeinde Jonava (Bezirk Kaunas), 2 Kilometer von der Mittelstadt Jonava, beiderseits der Fernstraße A6.

## Objekte
In Gudžioniai gibt es die Taurosta-Brücke. Diese 1986 gebaute Straßenbrücke über die Neris  verbindet das Chemieunternehmen „AB Achema“ (im Dorf Jonalaukis) mit dem Dorf Laukagaliai.
Am Dorf, westlich vom Zusammenfluss des Lokys und der Neris, an den rechten Flussufern, liegt die Wallburg Gudžioniai, ein Kulturdenkmal Litauens. Im ersten Jahrtausend gab es hier eine Siedlung.